# 곡성 태안사 적인선사탑
곡성 태안사 적인선사탑(谷城 泰安寺 寂忍禪師塔)은 대한민국 전라남도 곡성군 죽곡면 태안사 사찰중심에서 오른쪽 북쪽언덕에 위치하고 있으며 주위에 흙담장을 쌓고 그 안에 부도와 탑비를 함께 모신 혜철의 부도탑이다. 1963년 1월 21일 보물 제273호로 지정되었다.

## 개요
이 탑은 승려 적인선사 혜철의 탑으로, 혜철 스님의 사리를 모시고 있다. 태안사는 신라시대 선(禪)을 가르치는 유명한 종파인 구산선문 가운데 하나로 이름이 높으며, 적인선사 혜철(惠哲)은 태안사가 속한 동리산파를 연 스님이다.
이 탑은 전체적인 형태가 모두 8각형으로 이루어져 통일신라시대 탑의 전형적인 모습을 하고 있으며, 3단의 기단(基壇) 위로 탑신(塔身)과 머리장식을 올리고 있다. 기단은 아래·가운데·윗받침돌로 나뉘는데, 아래받침돌은 위가 좁고 아래가 넓은 사다리꼴 모양을 하고 있으며 면마다 사자상을 조각해 놓았다. 가운데받침돌은 그 높이가 매우 낮고, 면마다 가늘고 길게 안상(眼象)을 조각하였다. 윗받침돌은 옆면에 솟은 연꽃무늬를 새겼다. 탑몸돌은 낮은 편이지만 온화한 기품을 지니고 있으며, 앞·뒷면에 문짝 모양을 새겼다. 그 옆면에 다시 불법을 지키는 수호신인 사천왕상(四天王像)을 조각하였다.
지붕돌은 넓은 편으로 밑면에는 서까래를, 윗면에는 기왓골과 막새기와까지 표현하여 목조건축의 지붕양식을 사실적으로 나타냈다. 추녀의 곡선은 완만하며, 각 귀퉁이는 급하게 치켜올려진 상태이다. 꼭대기에는 머리장식으로 앙화(仰花:솟은 연꽃모양의 장식), 복발(覆鉢:엎어놓은 그릇모양의 장식), 보륜(寶輪:바퀴모양의 장식), 보주(寶珠:연꽃봉오리모양의 장식) 등이 차례로 잘 남아있다. 이러한 머리장식들은 기단과 탑신의 화려한 조각들과 어울려 탑을 전체적으로 장엄하게 보이도록 한다.
탑의 전체적인 형태는 무겁지만 너그러운 품위를 지녔고, 각 부분의 조각은 매우 자세하게 새겨져있어 사실적인 아름다움을 보이고 있다. 통일신라 후기에 이르러 양식상 석탑을 비롯해 돌로 만든 조형물들이 조형적인 아름다움을 잃어가는 것이 하나의 경향인데, 이 탑은 매우 뛰어난 조형성을 갖추고 있다.
탑 옆의 비문을 보면, 적인선사는 신라 원성왕 1년(785)에 태어나 경문왕 1년(861)에 입적하였다. 따라서, 이 탑도 적인선사가 사망한 861년에 만들어진 것으로 짐작된다.

## 같이 보기
- 태안사

## 참고 자료
- 곡성 태안사 적인선사탑 - 국가유산청 국가유산포털
- 이 문서에는 다음커뮤니케이션(현 카카오)에서 GFDL 또는 CC-SA 라이선스로 배포한 글로벌 세계대백과사전의 내용을 기초로 작성된 글이 포함되어 있습니다.